# Sekrety Weroniki
Sekrety Weroniki (ang. Veronica’s Closet, 1997–2000) – amerykański serial komediowy nadawany przez stację NBC od 25 września 1997 roku do 27 czerwca 2000 roku. W Polsce nadawany był dawniej na kanale TVP1.

## Fabuła
Serial opowiada o Weronice (Kirstie Alley), która jest zauroczona przystojnym Tomem, szefem ekipy remontującej biuro. Okazuje się, że mężczyzna jest ojcem June. Kiedy prawda wychodzi na jaw, Weronika jest przerażona. Aby zrobić rywalce na złość postanawia wdać się z nim w romans.

## Obsada
- Kirstie Alley jako Veronica "Ronnie" Chase
- Ron Silver jako Alec Bilson (seria II)
- Dan Cortese jako Perry Rollins
- Wallace Langham jako Josh Blair
- Daryl Mitchell jako Leo Michaels
- Lorri Bagley jako June Bilson Anderson (seria III)
- Kathy Najimy jako Olive Massery
- Robert Prosky jako Pat Chase (seria I)